# 尼泊尔水东哥
尼泊尔水东哥（学名：Saurauia napaulensis）为猕猴桃科水东哥属下的一个种。

## 扩展阅读
- 維基物種上的相關：尼泊尔水东哥